# Lago Cass (Minnesota)
El lago Cass (del inglés: Cass Lake) es un pequeño lago glacial de los Estados Unidos localizado en el centro norte de Minnesota. Tiene aproximadamente 16 km de largo y  11 km de ancho, situado en los condados de Beltrami y Cass, dentro del bosque nacional Chippewa y la reserva india de Leech Lake, adyacente a la ciudad homónima de Cass Lake. Con una superficie de  64,58 km², es el 11.º lago más grande del estado de Minnesota, y el octavo lago más grande situada totalmente dentro de las fronteras del estado.

## Historia
En la lengua ojibwe, se llama Gaa-miskwaawaakokaag (donde hay muchos cedros rojos), y se sabe que los primeros exploradores y comerciantes lo nombraron en francés como Lac du Cedre Rouge y en inglés como Red Cedar Lake. 
En julio de 1820, una expedición dirigida por el general Lewis Cass visitó el lago. No pudieron seguir río arriba por el bajo nivel de agua, por lo que designaron el lago como la cabecera del Misisipí ya que por debajo de este punto, el río es navegable durante toda la temporada sin hielo. En junio de 1832, Henry Schoolcraft , que había sido miembro de la expedición de 1820, estableció que la fuente estaba aguas arriba, en el lago Itasca, el nacimiento del río perenne. Con posterioridad a la Expedición de Cass de 1820, el lago fue renombrado como lago Cass con el fin de distinguirlo del lago Red Cedar (hoy conocido como lago Cedar) en el condado de Aitkin.
Anteriormente, el lago desempeñó un papel importante en la industria maderera. Los envíos de troncos fueron remolcados a través del lago en barcos de vapor desde los lagos y arroyos circundantes hasta cualquiera de los aserrareros de madera de construcción para las fábricas locales, o transportados a otro lugar por ferrocarril.
Históricamente, el lago Cass se consideraba mucho más grande. Pike Bay es un lago que tiene 19,3 km² y está situado al sur del lago Cass; los dos lagos están conectados por un estrecho y largo canal de 0,80 km.  Anteriormente, los dos lagos estaban conectados por un estrecho superficial y ancho de 0,97 km. En 1898 comenzó la construcción de un ferrocarril, y más adelante de una carretera y una tubería, a través de los estrechos lo que condujo a la disminución de las corrientes a su través y al aumento de la sedimentación en los estrechos. Los dos cuerpos de agua ahora se consideran generalmente lagos separados, aunque Pike Bay conserva su antiguo nombre.

## Geografía
El lago tiene cinco islas: Star, Cedar, las dos Potato y una pequeña isla sin nombre. El río Misisipí fluye a través del lago, de oeste a este. Una segunda corriente principal, el río Turtle, entra en el lago desde el norte. El lago tiene una amplia zona litoral, en particular alrededor de la isla Cedar. La isla Star es notable porque en ella se encuentra el lago Windigo (0,81 km²), formando así «un lago en una isla de de un lago».
El lago es un destino popular para la pesca deportiva, los paseos en bote y la natación. El lago es conocido por las pesquerías de lucioperca, lucio europeo, muskallonga americano y la perca amarilla de la pesca. Los ciscos son importantes peces forrajeros. Hay numerosos cámpines y centros turísticos ubicados en sus orillas. Las costas del sur y este del lago, así como todas las islas, están protegidos dentro del área Sección Diez del bosque nacional Chippewa. La zona de recreo de Noruega Beach se encuentra en la esquina sureste del lago, y en ella está el Noruega Beach Lodge, un ejemplo notable de arquitectura construido por la Civilian Conservation Corps en madera de estilo finlandés. La ciudad de Cass Lake se encuentra cerca de la parte sudoeste del lago. 
En el pequeño istmo entre el lago Cass y el vecino lago Buck se encuentra el Campamento Chippewa, un campamento de niños fundada en 1935. Otro campamento, UniStar, se encuentra en una parte de la isla Star.
El nivel del lago se mantiene y se estabiliza mediante la presa Knutson, construida en 1924 para reemplazar las anteriores presas madereras construidas por las empresas forestales. La presa Knutson es uno de los pocos embalses gestionados por el Servicio Forestal de Estados Unidos.